# 上海吴淞煤气制气
31°21′02″N 121°29′06″E / 31.35066°N 121.48508°E

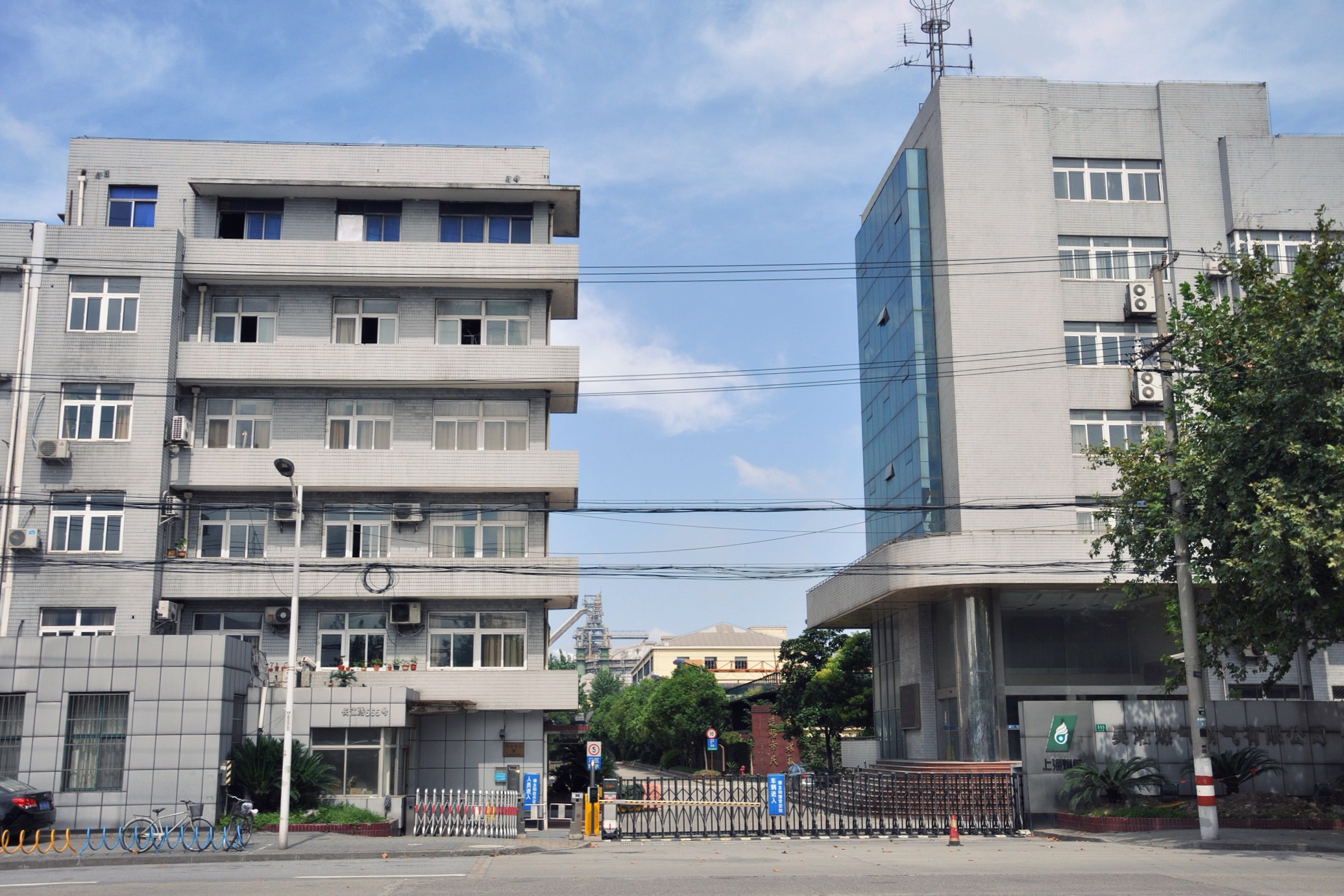
上海吴淞煤气制气有限公司

上海吴淞煤气制气有限公司，又称吴淞煤气制气有限公司、吴淞煤气厂，是上海燃气集团有限公司旗下的全资子公司。位于上海市宝山区长江路555号。

## 沿革
1938年12月27日，侵华日军特务部建设课主持在吴淞地区筹建大上海瓦斯株式会社。1945年抗日战争结束后，由上海市政府接收，更名为吴淞煤气厂。原旧址为二层不规则混合结构的楼房，之后改为俱乐部、医务室，现作为吴淞煤气厂荣誉室。之后吴淞煤气厂经多次扩建，形成设备有4台重油制气炉，6台天然气改质炉，5台机械发生炉，7台水煤气炉，7台锅炉，3台发电机和2套日处理共180万立方米的煤气回收净化配套装置等。主要生产城市管道燃起，以及余热发电、热源供气等。